# 宮城県幼稚園の廃園一覧
宮城県幼稚園の廃園一覧（みやぎけんようちえんのはいえんいちらん）は、宮城県内の廃園になった幼稚園の一覧。対象となるのは、学制改革（1947年）以降に廃園となった幼稚園、および分園である。園名は廃園当時のもの。廃園時に幼稚園が所在していた自治体がその後合併により消滅している場合は、現行の自治体に含める。また現在休園中の県内の幼稚園（分園）も、参考として記載する。
（）内は、廃園になった年（休園の場合は、その措置が取られた年）である。

## 仙台市
- 東北福祉大学附属幼稚園[1]（1974年閉園）[2]
- 虹の丘ますみ幼稚園（1997年休園、1998年閉園）[3]
- 岩切八坂幼稚園（2007年閉園）[4]
- 太白すぎのこ幼稚園（2008年1月31日閉園）[5]
- 教会附属愛隣幼稚園（2008年閉園）[6][注釈 1]
- 第二ひろせ幼稚園（2008年休園）[8]
- 緑ヶ丘幼稚園（2009年2月19日閉園）[9]
- 星のひとみ幼稚園（2009年6月24日閉園）[7]
- 尚絅教会附属中山幼稚園（2009年12月8日閉園）[7]
- 仙台市立東二番丁幼稚園（2010年閉園）[7]
- 新坂通幼稚園（2010年閉園）[7]
- 六丁目幼稚園（2010年閉園）[7]
- 長町幼稚園（2010年閉園）[7]
- 天苗幼稚園（2010年休園）[7]
- 国見幼稚園（2011年閉園）[10]
- あそか幼稚園（2011年閉園）[11]
- 仙台めぐみ幼稚園（2011年閉園）[12]
- 東陽幼稚園（2011年休園）[8]
- 七北田幼稚園（2011年休園[10]、同年12月26日閉園[13]）
- 向陽台幼稚園（2011年休園[10]、2023年閉園[14]）
- 仙台市立秋保幼稚園（2013年馬場幼稚園と統合し仙台市立あきう幼稚園へ）[15]
- 仙台市立馬場幼稚園（2013年秋保幼稚園と統合しあきう幼稚園へ）[15]
- みどりの森幼稚園（2015年幼保連携型認定こども園みどりの森へ移行）[16]
- 青葉幼稚園（2015年認定こども園仙台YMCA幼稚園へ移行）[17]
- 宮城学院女子大学附属幼稚園（2015年幼稚園型認定こども園宮城学院女子大学附属幼稚園となり、2016年11月幼保連携型認定こども園森のこども園へ移行）[18]
- 福聚幼稚園〈旧〉（2015年幼保連携型認定こども園福聚幼稚園〈新〉へ移行）[19]
- くり幼稚園〈旧〉（2015年幼保連携型認定こども園くり幼稚園〈新〉へ移行）[19]
- ゆうぼうの丘幼稚園〈旧〉（2015年幼保連携型認定向山こども園ゆうぼうの丘幼稚園〈新〉へ移行）[19]
- 泉ヶ丘幼稚園〈旧〉（2015年幼保連携型認定こども園泉ヶ丘幼稚園〈新〉へ移行）[20]
- 立華幼稚園（2015年立華認定こども園へ移行）[19]
- ゆりかご幼稚園（2015年ゆりかご認定こども園へ移行）[19]
- 愛児幼稚園（2016年閉園）[21]
- 蒲町幼稚園（2017年蒲町こども園へ移行）[22]
- 聖愛幼稚園（2018年休園[23]、2020年閉園[24]）
- 泉の杜幼稚園〈旧〉（2020年幼保連携型認定こども園泉の杜幼稚園〈新〉へ移行）[25]
- 岩切東光第二幼稚園（2020年閉園）[24]
- 東盛幼稚園（2020年東盛マイトリー園と統合し認定こども園東盛マイトリー幼稚園へ）[26]
- 泉の杜幼稚園（2020年閉園）[24]
- 折立幼稚園（2021年閉園）[27]
- 岩切東光幼稚園（2021年閉園）[27]
- ろりぽっぷ幼稚園（2021年閉園）[27]

## 石巻市
- 日和幼稚園（2013年休園、2022年閉園[28]）
- 石巻市立湊幼稚園（2015年石巻市立湊こども園へ移行）[19]
- 石巻みづほ第二幼稚園（2017年休園）[8]
- 万石浦幼稚園（2017年休園）[8]
- 石巻栄光教会附属栄光幼稚園（2018年閉園）[29]
- 石巻市立住吉幼稚園（2025年閉園）[30]

石巻市〈旧〉（2005年廃止）
- 石巻市立石巻幼稚園（2005年閉園）[31]

桃生町（2005年廃止）
- 桃生町立桃生第一幼稚園（2002年閉園）[32]

## 多賀城市
- 睦幼稚園（2005年休園）[8]
- 多賀城東幼稚園〈旧〉（2017年4月30日幼保連携型認定こども園多賀城東幼稚園〈新〉へ移行）[33]

## 塩竈市
- ミクニ幼稚園（2012年2月26日閉園）[13]
- 塩釜聖光幼稚園〈旧〉（2019年幼保連携型認定こども園塩釜聖光幼稚園〈新〉へ移行）[34]

## 気仙沼市
- 気仙沼和光幼稚園（2007年閉園）[4]
- 九条幼稚園（2017年閉園）[33]
- 気仙沼市立馬籠幼稚園 （2019年休園[35]、2022年閉園[28]）
- 葦の芽星谷幼稚園〈旧〉（2024年幼保連携型認定こども園葦の芽星谷幼稚園〈新〉へ移行）[36]

## 白石市
- 白石市第一幼稚園（2021年休園）[27]

## 名取市
- 閖上わかば幼稚園（2011年休園、2014年美田園わかば幼稚園として再開、2022年わかばこども園へ移行）[37]
- 名取市立愛島幼稚園（2016年閉園）[21]
- 名取市立下増田幼稚園（2016年閉園）[21]
- 名取市立本郷幼稚園（2017年閉園）[38]
- 名取市立高舘幼稚園（2017年閉園）[33]
- なとり幼稚園〈旧〉（2018年幼保連携型認定こども園なとり幼稚園〈新〉へ移行）[39]
- なとり第二幼稚園〈旧〉（2018年幼保連携型認定こども園なとり第二幼稚園〈新〉へ移行）[39]

## 角田市
- 角田幼稚園（2020年休園[40]、2021年3月15日閉園[27]）
- 角田市立枝野幼稚園（2021年閉園）[40]
- 角田市立西根幼稚園（2021年閉園）[40]

## 岩沼市
- 岩沼市立玉浦幼稚園（2005年閉園）[31]
- 岩沼西こばと幼稚園（2021年閉園）[27]

## 登米市
- 登米市立新田第一幼稚園（2008年新田第二幼稚園と統合し登米市立新田幼稚園へ）[41]
- 登米市立新田第二幼稚園（2008年新田第一幼稚園と統合し新田幼稚園へ）[41]
- 登米市立米谷幼稚園（2008年米谷保育所と統合し社会福祉法人牧羊会幼保連携型認定こども園米谷こども園へ）[42]
- 登米市立森幼稚園（2012年休園[13]、2013年閉園[41]）
- さくら幼稚園〈旧〉（2017年認定こども園さくら幼稚園〈新〉へ移行）[43]
- 登米市立佐沼幼稚園（2018年閉園）[41]
- 登米市立米谷幼稚園（2018年社会福祉法人牧羊会へ譲渡され米谷こども園へ）[44]
- 登米市立西郷幼稚園（2018年閉園）[41]
- 登米市立東佐沼幼稚園（2019年閉園）[41]
- 登米市立つやま幼稚園（2020年つやま杉の子こども園へ移行）[24]
- 登米市立豊里幼稚園（2021年登米市立豊里保育園と統合し登米市豊里こども園へ）[45]
- 登米市立石越幼稚園（2021年石越にじいろこども園へ移行）[27]
- 登米市立米山東幼稚園（2022年新設の登米市立米山幼稚園へ統合）[46]
- 登米市立米山西幼稚園（同上）[46]
- 登米市立東郷幼稚園（2022年登米市立南方幼稚園へ統合）[28]
- 石森幼稚園（2022年閉園）[28]

登米町（2005年廃止）
- 登米町立登米幼稚園

東和町（2005年廃止）
- 東和町立錦織幼稚園（2002年閉園）[32]
- 東和町立米川幼稚園（2004年閉園）[47]

豊里町（2005年廃止）
- 豊里町立二ツ屋幼稚園

米山町（2005年廃止）
- 米山町立桜岡幼稚園（2002年新設の登米市立米山東幼稚園〈当時：米山町立〉へ統合）[46]
- 米山町立善王寺幼稚園（同上）[46]
- 米山町立中津山幼稚園（2002年新設の登米市立米山西幼稚園〈当時：米山町立〉へ統合）[46]
- 米山町立米岡幼稚園（同上）[46]

津山町（2005年廃止）
- 津山町立柳津幼稚園（2005年2月1日統合により登米市立つやま幼稚園〈当時：津山町立〉へ）[31]
- 津山町立横山幼稚園（同上）[31]

## 栗原市
- 栗原市立富野幼稚園（2010年休園[7]、2011年再開、2012年再休園[13]、2015年統合により栗原市立築館幼稚園〈新〉へ）[48]
- 栗原市立鶯沢幼稚園（2011年休園）[10]
- 栗原市立文字幼稚園（2012年閉園）[49]
- 栗原市立宝来幼稚園（2012年尾松幼稚園へ統合）[50]
- 栗原市立有賀幼稚園（2012年休園[13]、2013年閉園[51]）
- 栗原市立大岡幼稚園（2012年休園[13]、2013年閉園[51]）
- 栗原市立一迫幼稚園〈旧〉（2013年統合により栗原市立一迫幼稚園〈新〉へ）[51]
- 栗原市立金田幼稚園（同上）[51]
- 栗原市立若柳幼稚園（同上）[51]
- 栗原市立畑岡幼稚園（同上）[51]
- 栗原市立宮野幼稚園（2013年休園[51]、2015年築館幼稚園〈新〉へ[48]）
- 栗原市立築館幼稚園〈旧〉（2015年築館幼稚園〈新〉へ）[48]
- 栗原市立玉沢幼稚園（同上）[48]
- 栗原市立栗駒幼稚園（旧〉（2014年休園[52]、2016年統合により栗原市立栗駒幼稚園〈新〉へ[21]）
- 栗原市立鳥矢崎幼稚園（2015年休園[19]、2016年統合により栗駒幼稚園〈新〉へ[21]）
- 栗原市立岩ヶ崎幼稚園（2016年統合により栗駒幼稚園〈新〉へ）[21]
- 栗原市立尾松幼稚園（同上）[21]
- 栗原市立ふたば幼稚園（2016年栗原市立志波姫幼稚園開園のため閉園）[21]
- 幼稚園型認定こども園若柳よしの幼稚園（2022年閉園）[28]

栗駒町（2005年廃止）
- 栗駒町立角ヶ崎幼稚園（1989年栗原市立文字幼稚園〈当時：栗駒町立〉へ統合）[49]

金成町（2005年廃止）
- 金成町立金成幼稚園〈旧〉（1974年統合により栗原市立金成幼稚園〈当時：金成町立〉へ）[2]
- 金成町立津久毛幼稚園（同上）[2]
- 金成町立萩野幼稚園[1]（同上）[2]
- 金成町立萩野第二幼稚園（同上）[2]
- 金成町立沢辺幼稚園（同上）[2]

## 東松島市
- 矢本幼稚園（2011年休園[10]、2012年2月26日閉園[13]）
- 東松島市立大曲幼稚園（2011年閉園）[53]
- 東松島市立矢本中央幼稚園（2022年閉園）[54]

## 大崎市
- 大崎市立上野目幼稚園
- 大崎市立真山幼稚園（1998年閉園）
- 大崎市立三本木幼稚園（2008年三本木ひまわり園へ移行）[55]
- 大崎市立鹿島台第三幼稚園（2010年鹿島台なかよし園へ移行）[55]
- 大崎市立鹿島台第二幼稚園（2012年休園、園児は鹿島台第一幼稚園へ通園）[55]
- 大崎市立鳴子幼稚園（2012年休園、園児は川渡幼稚園へ通園）[55]
- 大崎市立東大崎幼稚園（2013年休園、園児はにじの子幼稚園へ通園）[55]
- 大崎市立長岡幼稚園（2016年大崎市立ゆめのさと幼稚園へ統合）[21]
- 大崎市立松山幼稚園（2016年閉園）[21]
- 大崎市立敷玉幼稚園（2016年休園）[56]
- いわでやま幼稚園（2019年いわでやまこども園へ移行）[57]
- 大崎市立富永幼稚園（2020年休園）[58]

古川市（2006年廃止）
- 古川市立志田幼稚園
- 古川市立清滝幼稚園（1999年休園、園児はゆめのさと幼稚園へ通園）[55]
- 古川市立高倉幼稚園（1999年休園、園児はにじの子幼稚園へ通園）[55]
- 古川市立西古川幼稚園（2000年休園、園児はにじの子幼稚園へ通園）[55]

田尻町（2006年廃止）
- 田尻町立沼部幼稚園（2005年田尻子育て支援総合施設すまいる園〈当時：田尻町子育て支援総合施設すまいる園[31]〉へ移行）[55]

## 富谷市
- 富谷市立東向陽台幼稚園（2021年[59]学校法人杜栄学園明石台こども園[60]へ移行）

## 刈田郡

### 蔵王町
- 蔵王町立平沢幼稚園（2011年閉園）[10]
- 蔵王町立円田幼稚園（2011年閉園）[10]
- 蔵王町立宮幼稚園（2023年閉園）[14]

### 七ヶ宿町
- 七ヶ宿町立七ヶ宿幼稚園（1982年閉園）[61]

## 柴田郡

### 村田町
- 村田町立小泉幼稚園（2010年統合により村田町立村田幼稚園へ）[62]
- 村田町立菅生幼稚園（同上）[62]
- 村田町立足立幼稚園（同上）[62]
- 村田町立沼辺幼稚園（2022年村田幼稚園へ統合）[27]

## 亘理郡

### 亘理町
- のぞみ幼稚園（2018年休園）[8]

## 宮城郡

### 松島町
- 松島町立松島第三幼稚園（2007年閉園）[4]
- 松島町立松島第四幼稚園（2007年閉園）[4]
- 松島町立松島第二幼稚園（2023年閉園）[63]

### 七ヶ浜町
- 遠山幼稚園〈旧〉（2011年認定こども園遠山幼稚園となり[64]、2015年幼保連携型認定こども園遠山幼稚園〈新〉へ[19]）
- 汐見台幼稚園〈旧〉（2011年認定こども園汐見台幼稚園となり[64]、2015年幼保連携型認定こども園汐見台幼稚園〈新〉へ[19]）
- 松ヶ浜幼稚園（2017年閉園）[33]

## 黒川郡

### 大和町
- みやの森幼稚園（2022年みやの森こども園へ移行）[65]

### 大郷町
- 大郷町立大郷幼稚園（2020年閉園）[66]

### 大衡村
- 大衡村立大衡幼稚園（2012年閉園）[13]
- おおひら幼稚園（2015年認定こども園おおひら万葉こども園へ移行）[19]

## 加美郡

### 色麻町
- 色麻町立色麻幼稚園〈旧〉（2014年清水幼稚園と統合し色麻町立色麻幼稚園〈新〉へ）[52]
- 色麻町立清水幼稚園（2014年色麻幼稚園〈旧〉と統合し色麻幼稚園〈新〉へ）[52]

### 加美町
- 加美町立小野田幼稚園（2015年統合により加美町立認定こども園おのだひがし園幼稚園部へ）[19]
- 加美町立西小野田幼稚園（同上）[19]
- 加美町立宮崎幼稚園（同上）[19]
- 中新田幼稚園（2016年幼保連携型認定こども園 中新田幼稚園・なかよしこども園へ移行）[67]
- 加美町立賀美石幼稚園（2021年休園[68]、2022年6月閉園[69]）

宮崎町（2003年廃止）
- 宮崎町立宮崎幼稚園旭分園（1981年4月30日閉園）[61]

## 遠田郡

### 涌谷町
- 涌谷町立わかば幼稚園（1984年閉園）[70]
- 涌谷町立小里幼稚園（2014年箟岳幼稚園改め涌谷町立ののだけ幼稚園へ統合）[52]

### 美里町
- 美里町立不動堂幼稚園（2010年青生幼稚園と統合し美里町立ふどうどう幼稚園へ）[7]
- 美里町立青生幼稚園（2010年不動堂幼稚園と統合しふどうどう幼稚園へ）[7]
- 美里町立北浦幼稚園（2013年1月1日統合により美里町立こごた幼稚園へ）[51]
- 美里町立小牛田幼稚園（同上）[51]
- 美里町立中埣幼稚園（同上）[51]

小牛田町（2006年廃止）
- 小牛田町立不動堂幼稚園峯山分園（1982年閉園）[61]
- 小牛田町立不動堂幼稚園（2000年閉園）

南郷町（2006年廃止）
- 南郷町立きた幼稚園（2005年統合により美里町立なんごう幼稚園〈当時：南郷町立なんごう幼稚園〉へ）[31]
- 南郷町立みなみ幼稚園（同上）[31]

## 牡鹿郡

### 女川町
- 女川幼稚園（2006年閉園）[71]